# Erendžen Chara-Davan
Erendžen Chara-Davan nebo Erendžen Davajevič Davajev (1883, podle jiných zdrojů roku 1885, Baga-Buchusovskij aimak, Maloděrbetovskij ulus, Astrachaňská gubernie, ruské impérium - 17. listopadu 1941 Bělehrad) byl ruský lékař, historik, politický publicista, veřejný činitel kalmycké národnosti, představitel eurasijského hnutí.

## Životopis
Narozen v Maloděrbetovském ulusu v Astachaňsku. Erendženův otec byl poddaným nojona Tundutova a jmenoval se Dava; pro jeho tmavou pleť se mu přezdívalo „Chara“ („černý“). Odsud používal Erendžen příjmení Chara-Davan.
V letech 1892-1896 Erendžen studoval na uluské škole, poté na astrachánském gymnáziu. V létě 1904 se setkal spolu s gymnazistou Sandži Bajanovem v Sareptě u Caricynu s profesorem Helsingforsské univerzity Gustavem Ramstedtem, který s jejich pomocí nahrál několik kalmyckých národních melodií. Poté začal sbírat kalmycký folklór. Shromážděný materiál později v roce 1906 předal mongolistovi Andreji Rudnevovi, když přijel do Petrohradu na lékařskou akademii. V roce 1908 se Erendžen Chara-Davan stal svobodným studentem Vojenské lékařské akademie v St. Petersburgu. Během studií se Erendžen Charan-Davan podílel na národním obrození Kalmyků. Jeden z jeho přátel na akademii, Baďma Ulanov, stal jedním ze zakladatelů národní organizace "Chalmg tangčin tug" - sekce Všeruského svazu učitelů. Poté, co získal doktorát na Kazaňské univerzitě, se Chara-Davan v roce 1911 vrátil do Kalmykie, kde začal pracovat jako lékař v maloděrbetském ulusu.
Během únorové revoluce se Erendžen zapojil do politických aktivit, do práce nových řídících orgánů a obhajoval myšlenku autonomie pro Kalmyky. Prozatímní vláda myšlenku nepodpořila a Chara-Davan se stal zastáncem sovětského režimu. Poslanecká rada Malo-děrbetovského ulusu jej delegovala spolu s A. Čapčajevem, O. Boschomdžijevem na sjezd „pracujícího kalmyckého lidu kaspické oblasti“. Na jaře 1918 Chara-Davan vedl kalmyckou sekci výkonného výboru Astrachaňské provinční rady. V květnu 1918 se v Jaškulu konal společný rusko-kalmycký kongres pod předsednictvím Erendžena Chara-Davana, kde se postavil proti vyvlastňování dobytka bohatým Kalmykům a socializaci půdy. Z postu předsedy kalmycké sekce odešel, když vládní výkonný výbor (stejně jako dříve prozatímní vláda) neudělil Kalmycku autonomii. Ocitl se tedy v opozici vůči sovětskému režimu a spolu s poraženou bílou armádou v polovině března 1920 emigroval z Ruska. V dubnu 1920 spolu s manželkou Sarou dorazil do Jugoslávie, kde pobýval ve východní části Srbska. Nejprve dostal příspěvek od Jugoslávského státního výboru pro uspořádání ruských uprchlíků. 15. listopadu 1920 obdržel osvědčení o vyšším lékařském vzdělání a začal vykonávat lékařskou praxi ve městě Bitola (Makedonie), kde nějakou dobu pobyl, načež se přestěhoval do vesnice Andrievic (Černá Hora). V polovině roku 1923 pracoval ve vesnici Kuštil, poblíž města Vršac, oblast Banát. Na konci roku 1923 byl přijat na lékařskou fakultu Srbska, Vojvodiny a Sremu. Do poloviny března 1926 žil v Hajdučicy, poté se přestěhoval do Černé Hory.
V roce 1929 se přestěhoval do Bělehradu . Zde, na pozemku darovaném srbským statkářem Jačimovičem, byl za jeho účasti postaven kalmycký churul, jeden z prvních buddhistických chrámů v Evropě. Erendžen Chara-Davan byl tajemníkem duchovních strážců rady churulu. Posvátné obrázky pro něj z Tibetu, Mongolska a Indie poslal N. K. Rerich. Japonští buddhisté darovali bronzovou sochu Buddhy. Erendžen Chara-Davan se ujal funkce tajemníka v duchovní a strážní radě chrámu.
Od 12. července do 4. srpna 1930 působil jako pomocný lékař v ústavu Dr. Iliče-Rakovackého. Na podzim roku 1930 byl přijat jako lékař na Námořní školu nižších důstojníků v Šibeniku. Předpokládá se, že Erendžen Chara-Davan změnil své ruské občanství na jugoslávské, aby mohl vstoupit do veřejné funkce. Od roku 1933 působil jako lékař v obci Đenovići u Boky Kotorské.
V polovině roku 1940 se usadil v Bělehradě. V těchto letech se spolu s mnoha dalšími Kalmyky a ruskými kozáckými emigranty plánoval přestěhovat do stepí Mexika a Texasu. Erendžen Chara-Davan zemřel v Bělehradě v roce 1942 a byl pohřben na Novém hřbitově (část 121, oblast 388).